# Japanska F3-mästerskapet 2006
Japanska F3-mästerskapet 2006 vanns av tysken Adrian Sutil.

## Delsegrare
| Bana      | Vinnare           | Vinnare        |
| --------- | ----------------- | -------------- |
| Fuji      | Adrian Sutil      | Kazuya Oshima  |
| Suzuka    | Roberto Streit    | Takuya Izawa   |
| Motegi    | Roberto Streit    | Adrian Sutil   |
| Aida      | Adrian Sutil      | Adrian Sutil   |
| Suzuka    | Koudai Tsukakoshi | Takuya Izawa   |
| Autopolis | Kazuya Oshima     | Roberto Streit |
| Fuji      | Kazuya Oshima     | Adrian Sutil   |
| Sugo      | Fabio Carbone     | Fabio Carbone  |
| Motegi    | Hiroaki Ishiura   | Marko Asmer    |

## Slutställning
| Plats | Förare            | Poäng |
| ----- | ----------------- | ----- |
| 1     | Adrian Sutil      | 212   |
| 2     | Kazuya Oshima     | 185   |
| 3     | Roberto Streit    | 182   |
| 4     | Fabio Carbone     | 169   |
| 5     | Koudai Tsukakoshi | 153   |
| 6     | Takuya Izawa      | 151   |
| 7     | Marko Asmer       | 124   |
| 8     | Jonny Reid        | 88    |